# Consolida rugulosa
Consolida rugulosa és una espècie de plantes amb flors del gènere dels esperons de la família de les ranunculàcies.

## Descripció
Consolida rugulosa és una planta que fa entre 10 a 30 cm d'alçada, simple o ramificada a prop de la base, amb pèls adpresos i estesos, molts pèls són glandulars a la base. Les fulles inferiors són peciolades, les fulles caulinars són generalment subsèssils o sèssils, totes més o menys carnoses d'entre 4 a 3 partites, els segments primaris estan dividits en lòbuls estrets que generalment s'eixamplen cap a l'àpex que fa 2,5 (-4,5) mm d'amplada, subglabres a pubescents. Les flors són de color porpra o blanc verdós, sobre raïms frondosos, solitaris a sota de les fulles, sèssils o amb pedicels de fins a 2 mm de llargada. Les bractèoles fan entre 2,2 a 3 mm. Els sèpals fan entre 7 a 10 mm, poc esperonats, generalment flexuosos, ascendents a erectes, pubescents, de 17 a 18 mm de llargada. Els sèpals són esvelts i els laterals fan entre 3,5 a 4 mm d'amplada, estretament oblongs i ovats, pubescents al llarg del centre; els sèpals inferiors fan 2 mm d'amplada, lineals i oblongs, pubescents per tot arreu. Els pètals són trilobulats, el lòbul central fa uns 8 mm d'amplada, més o menys roma i deltoide, més o menys esborrat, els lòbuls laterals són arrodonits i deltoides. Els filaments són glabres. Els fol·licles fan entre 10 a 15 x 3 mm, erectes, subcomprimits, pilosos, reticulats i rugosos. Els estils fan 3 mm de llargada. Les llavors són angulars, d'uns 1,6 mm de llargada, amb escates curtes i pàl·lides en fileres transversals ± irregulars. El seu període de floració és entre els mesos d'abril i maig.

## Distribució i hàbitat
Consolida rugulosa creix a l'Iran, Afganistan, Pakistan i al sud de Sibèria.

## Taxonomia
Consolida rugulosa va ser descrita per **(DC.) Soó i publicat a ** Oesterreichische Botanische Zeitschrift 71: 241, a l'any 1922.
Consolida rugulosa va ser descrita per (Boiss.) Schroed. i publicat a Ann. Nat. Hofmus. 27: 43, a l'any 1913. Tamura in Kitam., Fl. Afghan. 123. 1960, Munz in J. Arn. Arb. 48:188. 1967, Stewart, Ann. Catalogue Vasc. Pl. W. Pak. & Kashm. 266. 1972, Qureshi & Chaudhri in Pak. Syst. 4(l-2):87.1988.
Etimologia
Vegeu:Consolida
rugulosa: epítet llatí que significa "peluda".
Sinonímia
- Consolida paradoxa (Bunge) Nevski
- Delphinium aucheri Boiss.
- Delphinium paradoxum Bunge
- Delphinium persicum var. aucheri (Boiss.) Boiss.
- Delphinium rugulosum Boiss.